# Mertloch

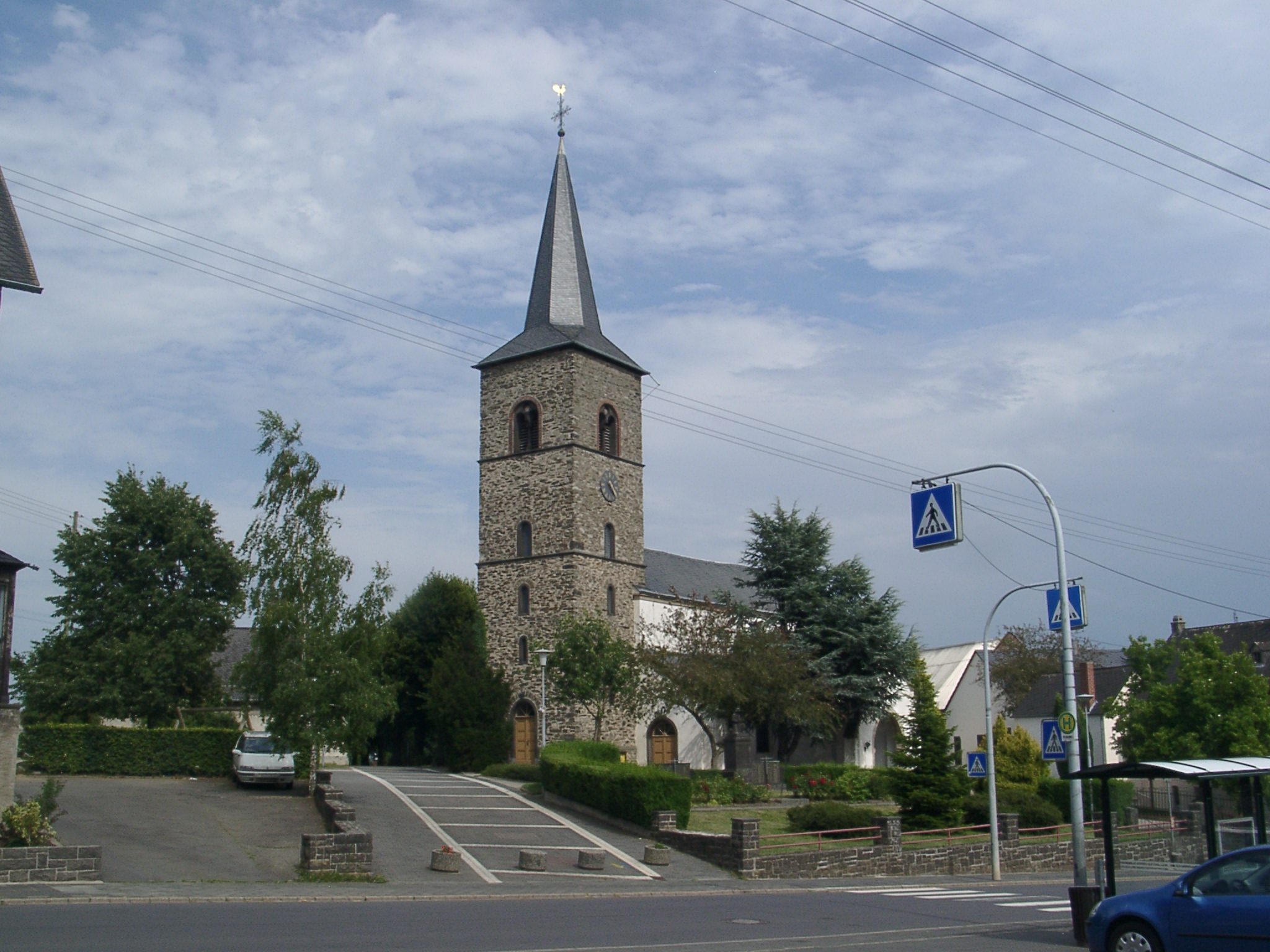
Ortsansicht
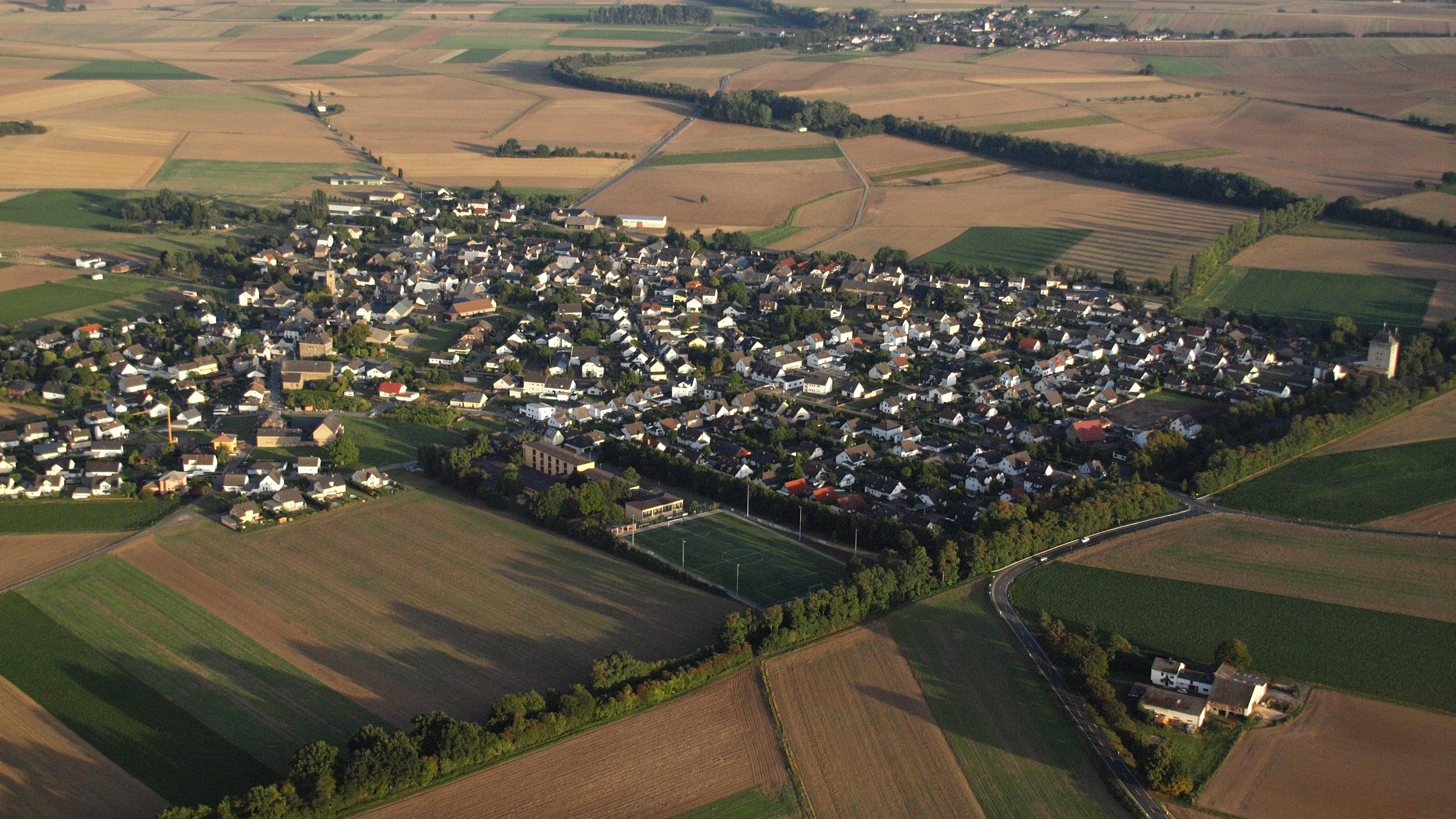
Mertloch, Luftaufnahme (2015)
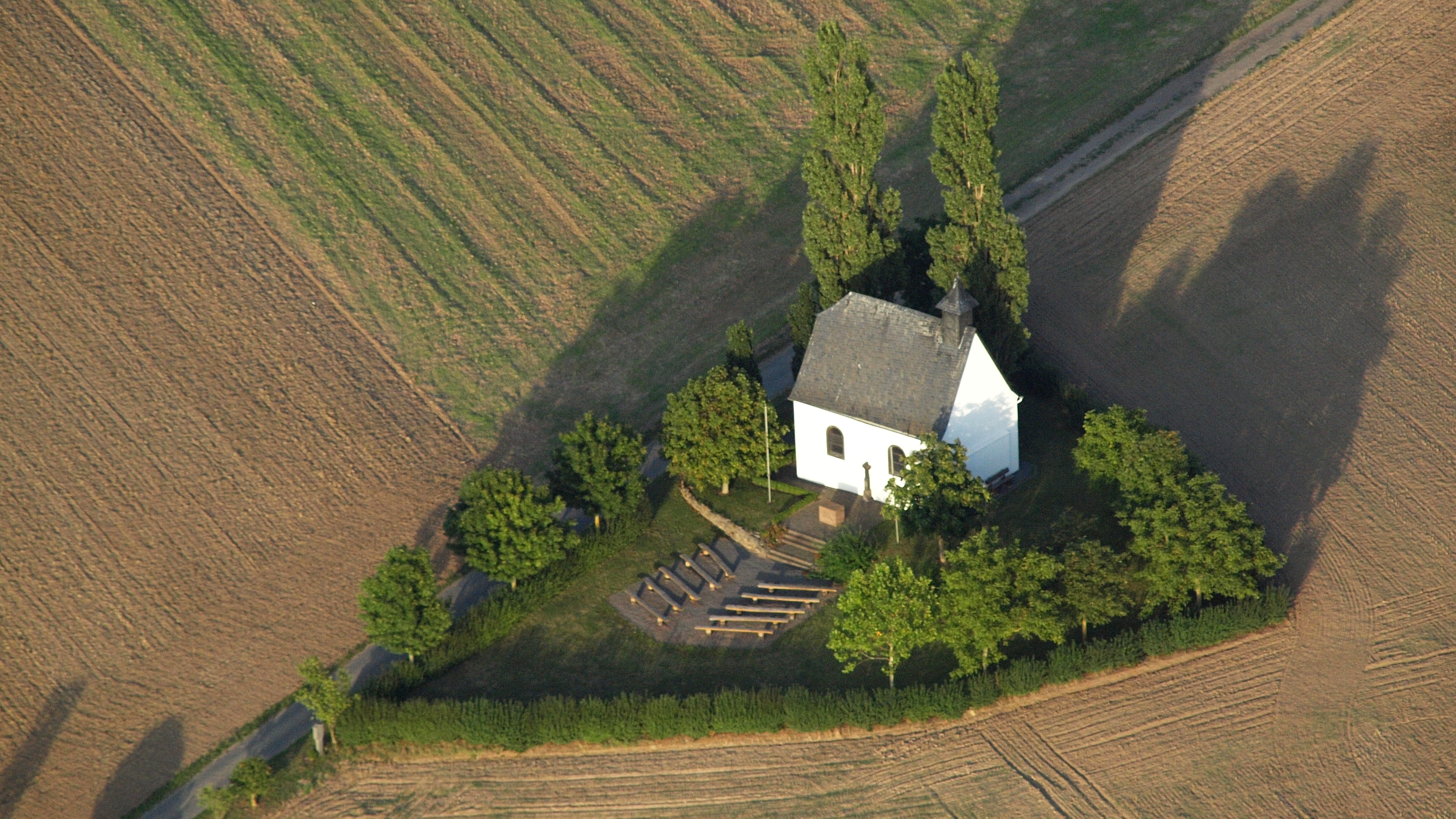
Heilig-Kreuz-Kapelle (Luftaufnahme 2015)
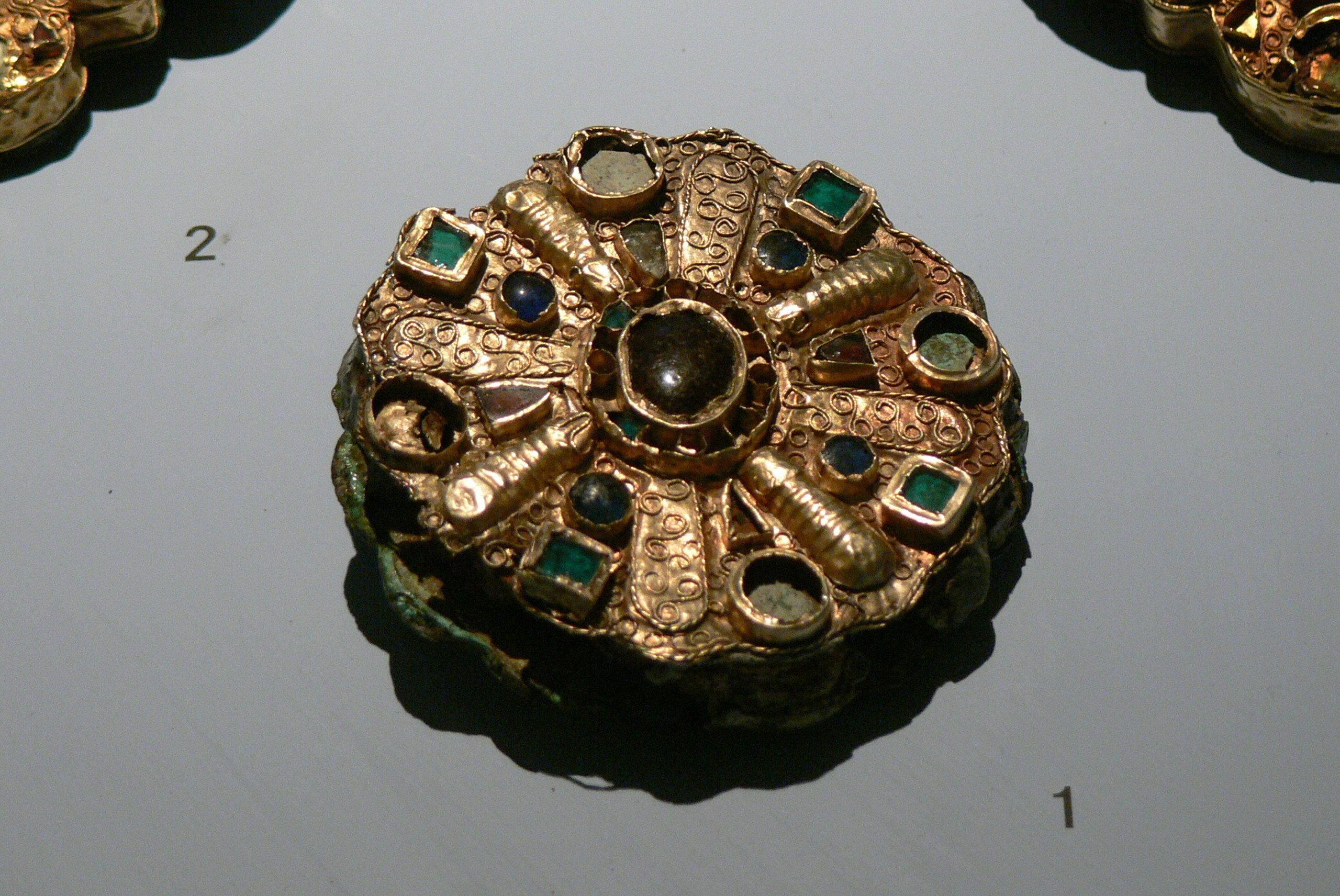
Merowingische Scheibenfibel aus Mertloch, 7. Jh.

Mertloch ist eine Ortsgemeinde im Landkreis Mayen-Koblenz in Rheinland-Pfalz und wird von der Verbandsgemeinde Maifeld verwaltet, die ihren Verwaltungssitz in der Stadt Polch hat.

## Geographie
Mertloch liegt drei Kilometer südlich von Polch in einer Talmulde. Südlich des Ortes entspringt der Nothbach. Zu Mertloch gehören auch die Wohnplätze Brückenmühle, Eltzerhof, Gerberhof, Künzerhof und Marienhäuserhof.

## Geschichte
Mertloch wurde im Jahr 964 unter dem Namen Martiliacum erstmals urkundlich erwähnt. Der Ort gehörte zum Hochgericht Münster, das als Teil der Pellenzgerichte vom 13. bis zum 15. Jahrhundert ein Lehen der Grafen von Virneburg war und dann an Kurtrier zurückfiel. Mertloch stellte einen der Heimburger des Gerichts. 1684 umfasste die Ortschaft 49 Feuerstellen. Landesherrlich gehörte sie bis Ende des 18. Jahrhunderts zum Kurfürstentum Trier und unterstand der Verwaltung des Amtes Münster-Maienfeld. Im Jahr 1787 lebten 368 Einwohner im Ort.
Eine jüdische Gemeinde bestand seit der ersten Hälfte des 19. Jahrhunderts bis nach 1933. Zu dieser Gemeinde gehörten auch die wenigen jüdischen Einwohner von Gappenach. Es gab verschiedene jüdische Einrichtungen, zu denen eine Schule, eine Synagoge und ein Friedhof zählten.
Mertloch erhielt 1916 einen Bahnhof an der Bahnstrecke Polch–Münstermaifeld. Auf der ehemaligen Bahntrasse durchquert der Maifeld-Radwanderweg den Ort.
Einwohnerentwicklung
Die Entwicklung der Einwohnerzahl von Mertloch, die Werte von 1871 bis 1987 beruhen auf Volkszählungen:
| Jahr | Einwohner |
| ---- | --------- |
| 1815 | 582       |
| 1835 | 733       |
| 1871 | 809       |
| 1905 | 827       |
| 1939 | 878       |
| 1950 | 1.052     |
| 1961 | 927       |

| Jahr | Einwohner |
| ---- | --------- |
| 1970 | 994       |
| 1987 | 1.047     |
| 1997 | 1.381     |
| 2005 | 1.482     |
| 2011 | 1.401     |
| 2017 | 1.374     |
| 2023 | 1.350     |

## Politik

### Gemeinderat
Der Gemeinderat in Mertloch besteht aus 16 Ratsmitgliedern, die bei der Kommunalwahl am 9. Juni 2024 in einer personalisierten Verhältniswahl gewählt wurden, und der ehrenamtlichen Ortsbürgermeisterin als Vorsitzender.
Die Sitzverteilung im Gemeinderat:
| Wahl | WGM * | WGS ** | Gesamt   |
| ---- | ----- | ------ | -------- |
| 2024 | 6     | 10     | 16 Sitze |
| 2019 | 9     | 7      | 16 Sitze |

### Bürgermeister
Birgit Schneider wurde am 10. Juli 2024 Ortsbürgermeisterin von Mertloch. Bei der Direktwahl am 9. Juni 2024 war sie als einzige Bewerberin mit einem Stimmenanteil von 88,7 % gewählt worden.
Schneiders Vorgänger Matthias Dahmen hatte das Amt 2019 von Stefan Geisbüsch übernommen, der damals nicht erneut kandidiert hatte.

### Wappen
| Wappen von Mertloch | Blasonierung: „In Rot ein silberner Schrägbalken, belegt mit blauem Sturzfeh.“ |
| Wappen von Mertloch | Wappenbegründung: Es wird seit einem Beschluss der Vertretungskörperschaft vom 30. Juni 1976 geführt und erinnert an das Siegelbild eines Mayener Burgmanns von Mertloch um 1340. Das Wappen stützt sich nach Unterlagen des Landeshauptarchivs Koblenz in etwa auf das frühere Wappen des D. von Mertloch, kurtrierischer Burgmann zu Mayen um 1340. |

## Sehenswürdigkeiten
- Auf einer Kuppe zwischen Mertloch und Naunheim liegt die Heilig-Kreuz-Kapelle.
- Auf dem ehemaligen Bahnhofsgelände wurde ein Wasserspielplatz angelegt.
- Jedes 2. Jahr im Sommer findet außerdem der Mertlocher Bauernmarkt statt.